# Lincoln County (Kentucky)
Lincoln County je okres amerického státu Kentucky založený v roce 1780. Správním střediskem je město Stanford. Pojmenovaný je podle generála Benjamina Lincolna, účastníka americké války za nezávislost.

## Sousední okresy
| Růžice kompasu | Boyle County              |                | Garrard County    | Růžice kompasu |
| Růžice kompasu |                           | Sever          | Rockcastle County | Růžice kompasu |
| Růžice kompasu | Lincoln County (Kentucky) |                | Rockcastle County | Růžice kompasu |
| Růžice kompasu | Jih                       |                | Rockcastle County | Růžice kompasu |
| Růžice kompasu | Casey County              | Pulaski County |                   | Růžice kompasu |